# Ringer-Junioreneuropameisterschaften
Die Europameisterschaften im Ringen der Junioren finden in den Stilarten griechisch-römisch, Freistil und Freistil der Frauen für Teilnehmer unter 21 Jahren statt. Die ersten Junioren-Europameisterschaften fanden 1980 statt. Bis 2004 wechselte die Zeitspanne zwischen zwei Turnieren von einem bis zu drei Jahren. Seit 2004 finden sie jährlich statt.

## Überblick
Abkürzungen: Gwk = Gewichtsklasse/n
|      | Griechisch-römisch | Griechisch-römisch    | Freistil       | Freistil              | Frauen         | Frauen                |         |
| EM   | Austragungsort     | Erfolgreichste Nation | Austragungsort | Erfolgreichste Nation | Austragungsort | Erfolgreichste Nation | Gwk     |
| ---- | ------------------ | --------------------- | -------------- | --------------------- | -------------- | --------------------- | ------- |
| 1980 | Bursa              | UdSSR                 | Bursa          | UdSSR                 |                |                       | 10      |
| 1981 | ?                  | ?                     |                |                       |                |                       |         |
| 1984 | Lodz               | UdSSR                 | Lodz           | UdSSR                 |                |                       | 10      |
| 1985 | Bologna            | UdSSR                 | Bologna        | UdSSR                 |                |                       | 10      |
| 1987 | Kattowitz          | UdSSR                 | Kattowitz      | UdSSR                 |                |                       | 10      |
| 1989 | Witten             | UdSSR                 | Bursa          | UdSSR                 |                |                       | 10      |
| 1991 |                    |                       | Istanbul       | Türkei                |                |                       | 10      |
| 1993 | Götzis             | Ungarn                | Götzis         | Russland              |                |                       | 10      |
| 1995 | Witten             | Russland              | Witten         | Russland              | Klippan        | Russland              | 10/10/7 |
| 1996 | Sofia              | Russland              | Sofia          | Russland              | Rodby          | Russland              | 10/10/8 |
| 1997 | Istanbul           | Türkei                | Istanbul       | Türkei & Russland     | Hradec Králové | Frankreich            | 10/10/8 |
| 1998 | Tirana             | Russland              | Radovis        | Russland              | Patras         | Deutschland           | 10/10/8 |
| 1999 | Budapest           | Georgien              | Riga           | Russland              | Budapest       | Russland              | 9/9/8   |
| 2000 | Sofia              | Georgien              | Sofia          | Russland              | Sofia          | Deutschland           | 9/9/8   |
| 2002 | Subotica           | Russland              | Tirana         | Russland              | Tirana         | Russland              | 9/9/8   |
| 2004 | Murska Sobota      | Georgien              | Sofia          | Russland              | Sofia          | Russland              | 8       |
| 2005 | Wrocław            | Russland              | Wrocław        | Russland              | Wrocław        | Ukraine               | 8       |
| 2006 | Szombathely        | Türkei                | Szombathely    | Türkei                | Szombathely    | Russland              | 8       |
| 2007 | Belgrad            | Russland              | Belgrad        | Russland              | Belgrad        | Ukraine               | 8       |
| 2008 | Košice             | Russland              | Košice         | Georgien              | Košice         | Ukraine               | 8       |
| 2009 | Tiflis             | Aserbaidschan         | Tiflis         | Russland              | Tiflis         | Russland              | 8       |
| 2010 | Samokow            | Aserbaidschan         | Samokow        | Russland              | Samokow        | Ukraine               | 8       |
| 2011 | Zrenjanin          | Russland              | Zrenjanin      | Russland              | Zrenjanin      | Russland              | 8       |
| 2012 | Zagreb             | Russland              | Zagreb         | Russland              | Zagreb         | Russland              | 7       |
| 2013 | Skopje             | Russland              | Skopje         | Türkei                | Skopje         | Ukraine               | 7       |
| 2014 | Katowice           |                       | Katowice       |                       | Katowice       |                       |         |
| 2015 | Istanbul           |                       | Istanbul       |                       | Istanbul       |                       |         |
| 2016 | Bukarest           |                       | Bukarest       |                       | Bukarest       |                       |         |
| 2017 | Dortmund           |                       | Dortmund       |                       | Dortmund       |                       |         |
| 2018 | Rom                |                       | Rom            |                       | Rom            |                       |         |
| 2019 | Pontevedra         |                       | Pontevedra     |                       | Pontevedra     |                       |         |
| 2021 | Dortmund           |                       | Dortmund       |                       | Dortmund       |                       |         |
| 2022 | Rom                |                       | Rom            |                       | Rom            |                       |         |